# Calamagrostis petelotii
Calamagrostis petelotii là một loài thực vật có hoa trong họ Hòa thảo. Loài này được (Hitchc.) Govaerts mô tả khoa học đầu tiên năm 1999.